# 白山瀧宝殿
白山瀧宝殿（はくさんりゅうほうでん）は、岐阜県郡上市白鳥町にある博物館。
長滝白山神社の境内にある。

## 概要
白山文化に関する各種文化財や資料を保管、展示する施設である。白山信仰の禅定道の美濃馬場であった長滝白山神社、長瀧寺、阿名院が郡上郡白鳥町などの補助を受け、1971年（昭和46年）開館。2018年（平成30年）4月に施設は郡上市に寄附され、現在は郡上市の施設となっている。
長滝白山神社や白山長瀧寺に安置されていた白山信仰ゆかりの神像、仏像などが保管展示され、一部は国重要文化財、県重要文化財に指定されている。
近くにある白山文化博物館は長滝白山神社や長瀧寺が所蔵する文化財が保管展示されている。2017年（平成29年）度までは瀧宝殿は白山文化博物館の分館の役割があり、両者の共通入場券も発行されていた。

## 施設概要
- 文化財展示室
- 国重要文化財収蔵庫
- 岐阜県文化財収蔵庫

## 主な収蔵品
- 宋版一切経[3]
- 木造韋駄天立像・木造善財童子立像[4]
- 木造四天王立像[5]
- 木造釈迦如来及両脇侍坐像[6]
- 木造地蔵菩薩立像[7]

## 利用案内
- 所在地：岐阜県郡上市白鳥町長滝91番地
- 開館時間：10:00 - 16:30
- 休館日：火曜日（火曜日が祝日の場合は翌日）、冬季（11月24日 - 4月28日）
- 入館料：一般320円・小中学生110円
  - 郡上市の高校生以上の住民を対象にした、郡上市内の7つの有料の博物館（郡上八幡樂藝館、古今伝授の里フィールドミュージアム、白山文化博物館、白山瀧宝殿、美並ふるさと館、明宝歴史民俗資料館、和良歴史資料館）共通の、年間パスポート券もある。

## 交通アクセス

### 公共交通機関
- 長良川鉄道越美南線 白山長滝駅下車、徒歩で約5分。

## 周辺施設
- 長滝白山神社
- 長瀧寺
- 阿名院
- 白山文化博物館
- 道の駅白山文化の里長滝